# The Room Three
The Room Three (с англ. — «Комната Три») — это инди-игра и мистическая головоломка, разработанная независимой британской студией Fireproof Studios. Игра была изначально выпущена в ноябре 2015 года для устройств с операционной системой iOS, а позже для мобильных устройств Android и персональных компьютеров. Суть The Room Three сводится к тому, что игрок должен изучать помещения старинного поместья, предметы и мебель на наличие тайников и скрытых головоломок, так как это единственный способ выбраться от туда.
The Room Three является продолжением игр The Room и The Room Two и предшествует The Room: Old Sins. Она использует аналогичный игровой процесс. Тем не менее создатели поставили перед собой цель создать игру ещё более масштабную, чем её предшественники, добавить в неё наибольшее количество локаций и ввести полноценный сюжет с антагонистом и несколькими вариантами концовок, совмещая не только головоломку, но и приключенческую игру. В итоге на разработку Three ушло два года.
Критики оставили восторженные отзывы об игре со средней оценкой 90 баллов из 100 возможных по версии сайта Metacritic. Они похвалили игру за её более масштабную историю и большое разнообразие локаций. Одновременно ими был замечен жанровый отход в сторону приключенческой игры, что делает Three скорее похожей на Myst.

## Игровой процесс
The Room Three, как и её предшественницы представляет собой мистическую трёхмерную головоломку, где игрок должен изучать окружающее пространство и мебель на наличие скрытых дверей и выдвижных ящиков. Игровой процесс аналогичен двум предыдущим играм серии The Room, игрок должен изучать предметы, искать тайники, находить, ключи, ручки от шкафа, диски или другие фрагменты. С помощью них игрок может открыть новые дверцы и сталкиваться с очередными головоломками. Для их решения игроку зачастую надо манипулировать предметами, поворачивать, перемещать их и подбирать правильные комбинации, которые в свою очередь можно узнать с помощью скрытых подсказок. В отличие от предыдущих игр, основное место действия происходит в замке и игрок может перемещаться между его комнатами. Если The Room требовала взаимодействовать с одной шкатулкой, а The Room Two — с предметами в одной комнате, то в The Room Three игроку для разгадывания тайн потребуется уже перемещаться между комнатами, что делает её геймплей уже больше похожим на игры серии Myst.
Игрок может собирать найденные предметы в инвентаре, а также пользоваться волшебным окуляром, позволяющим видеть сквозь предметы и находить фигуры, скрытые в другом измерении. Их поиск также является необходимым условием продвижения в игровом процессе. Решение головоломок с фигурами из скрытого измерения не сходится с законами физики, например, игрок должен подобрать правильный ракурс, чтобы фрагменты сложились в правильный узор, таким образом «ниоткуда» появляются новые предметы или же меняется форма ящичка шкатулки. Также окуляр необходим, чтобы находить крошечные карманные измерения, внутрь которых игрок может попадать. Даже если игрок не пользуется окуляром, игра подсказывает о наличии скрытых измерений с помощью блёсток или перламутрового оттенка на предметах.

### Сюжет
История в The Room Three является продолжением двух предыдущих игр. Управляемый герой сумел сбежать из дома «А. С.» прежде чем быть поглощённым сущностью, привлечённой нулевым элементом. Данные события не смогли утолить любопытство героя, он попытался разузнать больше о нулевом элементе и навёл заметки, что «ноль» может быть связан с неким таинственным островом, который герой хочет найти. Тем не менее сидя в вагоне поезда, управляемый персонаж таинственно переносится в «серый утёс» — остров со старинным поместьем, находящемся где то в проливе Ла-Манш. Герой через найденные заметки узнаёт, что был перемещён сюда неким «мастером» — создателем тех самых шкатулок с головоломками, которого впечатлила изобретательность героя и его способность противостоять сущности «ноль». «Мастер» намерен выпустить на свободу данную сущность с помощью управляемого персонажа, для чего игрок должен собрать четыре фрагмента нулевого элемента и только тогда он сможет выбраться на свободу, в противном случае он обречён быть запертым в карманном измерении. Для этого герой должен путешествовать по комнатам замка и разгадывать скрытые в ней головоломки. Управляемый персонаж узнаёт, что до него мастер запирал многих других людей, однако не один из них не сумел продвинуться в решении загадок и все они были обречены сгинуть.
Игра предлагает четыре концовки. Если игрок решает только основные головоломки, то сначала кажется, что «мастер» обратно перенёс его в вагон поезда, однако на деле это оказывается очередное карманное измерение, а вагон с героем обречён вечно путешествовать по лабиринту. Чтобы найти альтернативные концовки, игрок должен находить скрытые головоломки. В поиске нужных предметов ему помогает «машина гадания», в которой заключена душа Мэгги, когда то также заточённой мастером в сером утёсе. От неё герой узнаёт, что мастер намеревался его обмануть и принести его душу в жертву сущности «ноль». Находя нужные предметы, героя ждут ещё три дополнительные концовки: «Побег» — персонаж сбегает на лодке и видит, как существо «ноль» уничтожает замок. «Высвобождение» показывает сцену, где герой также сбегает на лодке, а существо уничтожает замок и высвобождается. Третий вариант, «забвение», показывает, как персонаж перемещается на Марс (судя по всему очередное карманное измерение) и обречён скитаться по лабиринтам марсианских пирамид.

## Разработка и выпуск
Созданием The Room Three занималась независимая британская студия Fireproof Games. Разработка игры велась на фоне успехов предыдущих игр от разработчика — The Room и The Room Two. Работа над игрой началась в 2014 году сразу после выпуска Two и велась в течение двух лет, над ней трудились 15 программистов и дизайнеров. При этом Three изначально разрабатывалась, как игра с дополненной виртуальной реальностью для Samsung и Oculus, в итоге команда решила создать игру с обширным игровым миром, большим, чем в обеих предыдущих частях.
Фанаты игр жаловались на то, что прохождение игр The Room было слишком коротким, в итоге создатели хотели выпустить игру, для прохождения которой потребуется как минимум пять часов непрерывной игры. Особый акцент в ней было решено сделать на сюжетном прохождении, для чего место действия было решено перенести в замок с возможностью путешествовать по его коридорам, а также ввести антагониста по имени «Мастер», который согласно сюжету похитил героя. Сама же игра сопровождается сюжетными видео-вставками, где мастера играл реальный актёр в гриме. Предметы с головоломками совмещают в себе антураж стимпанка и ренессанса, а замок создавался по образу фонтхиллского аббатства, от которого до сегодняшнего дня остались руины. Изначально пространство замка было ограничено атриумом, студией, библиотекой и верандой, однако по мере добавления новых локаций, разработчики решили соединить все ходы с центральным залом, чтобы игрок мог быстрее перемещаться по замку. Также отдельно для хардкорных игроков была введена возможность поиска альтернативных концовок, для чего игроку придётся искать скрытые предметы без каких либо подсказок. Команда вела долгие дискуссии относительно концовок. Изначально их должно было быть две, с хорошей концовкой, где герой сбегает и плохой, где оказывается заточён в другом измерении. Однако на основе созданных концепт-артов было решено ввести три отрицательные и одну положительную концовку.
При работе над окружающим пространством, создатели черпали вдохновение из окружающего пространства, для чего они занимались поиском интересных предметов в магазинах, интернет-базах, чтобы изучать там вещи, мебель и элементы архитектуры, соответствующие стилю игры. Затем разработчики воссоздавали цифровые версии заинтересовавших их предметов и пробовали на предмет их совместимости с общим сюжетом.
Выход игры на iOS состоялся 4 ноября 2015 года, 11 января 2016 года на Android и 13 ноября 2018 года на Microsoft Windows.

## Восприятие
The Room Three вошла в список бестселлеров после выпуска. При её бюджете в один миллион фунтов, игра была скачана 1.38 миллионов раз. Хотя по количеству продаж, третьей части не удалось повторить успех The Room (6.94 млн загрузок), тем не менее значительно более высокая стоимость третьей части обеспечила создателям денежные доходы в размере 3.3 миллионов долларов, учитывая, что в течение первого года, игра подавалась без каких либо уценок или акций. Повышенная цена оправдывалась и разницей в количестве содержимого геймплея и локаций, для сравнения, стоимость разработки первой The Room составила 160,000 фунтов. В целом создатели заметили, что довольны выбранным способом монетизации, так как с их слов, денежные доходы, получаемые с продаж игр серии The Room превышают доходы от любой условно-бесплатной игры с игровой аудиторией в 200 миллионов человек.
The Room Three была удостоена «золотой награды» редакцией Pocket Gamer, которая позже присудила игре премию «игра 2016 года на iOS». Редакция Tutora включила The Room Three в список 60 лучших обучающих игр. Головоломка также получила награды в категории «лучшая 3D графика», «лучшая мобильная игра» по версии Unity Awards 2016 и была номинирована на премию BAFTA.

### Критика
| Сводный рейтинг    | Сводный рейтинг |
| Агрегатор          | Оценка          |
| ------------------ | --------------- |
| GameRankings       | 90,91 %         |
| Metacritic         | 90/100          |
| Иноязычные издания |                 |
| Издание            | Оценка          |
| Hardcore Gamer     | [ 17 ]          |
| IGN                | 9/10            |
| TouchArcade        | [ 19 ]          |
| Apple'N'Apps       | 100             |
| Pocket Tactics     | [ 3 ]           |
| CD-Action          | 95              |
| Pocket Gamer UK    | [ 20 ]          |
| Eurogamer Italy    | 8/10            |
| Game Informer      | 8/10            |

The Room Three получила восторженные отзывы со стороны игровых критиков, средняя оценка по версии агрегатора Metacritic составила 90 баллов из 100 возможных на основе 14 обзоров.
Дэйв Нойманн с сайта Pocket Tactics заметил, что с одной стороны The Room Three предлагает аналогичный игровой процесс с управлением, что и две предыдущие игры, но тем не менее её важное отличие заключается в том, что она предоставляет полноценную сюжетную линию и позволяет игроку в полной мере погружаться во вселенную игры, не ограничивая игрока случайными комнатами и записками с обрывистой историей. А игровой сеанс длится отныне гораздо дольше, чем несколько часов, учитывая факт того, захочет ли игрок раскрыть альтернативные концовки. Игра также выгодно выделяется тем, что вводит в историю антагониста «Мастера» и сущность «ноль», их взаимодействие с героем по мнению Нойманна наполнена антуражем лавкрафтовских ужасов. Критик также считает, что создатели явно вдохновлялись франшизой Myst, особенно в плане того, что отныне местом исследования становится целая локация. В качестве основного недостатка критик указал на передвижение по локациям, адаптированное к сенсорному экрану, Дэйв предупредил, что игрок будет часто неправильно перемещаться и подбирать не неправильные ракурсы, особенно если у него крупные пальцы. Шаун Масгрейв с сайта Toucharcade считает, что The Room Three стала «прорывом» во франшизе The Room и заметила, что первые игры подкупали своей атмосферой и интерактивными головоломками, тем не менее главный их недостаток лежал в ограниченной сфере применения данного игрового процесса, «фактически ограничивая игрока секретными шкатулками, которые он должен был поэтапно открывать». The Room Three же предлагает путешествие по целому замку, что не только усложняет головоломки, но и позволяет рассказать полноценную историю, добавляя в The Room элементы ролевой игры. Представленные головоломки рецензентка назвала такими же превосходными, как и в предыдущих играх: «Они достаточно сложны, но и не требуют эзотерических знаний для их решения». Тем не мене под конец, игра, лишённая подсказок становится гораздо сложнее и требует тщательного изучения окружающего пространства, что несомненно придётся по душе хардкорным игрокам. Отдельно критик оценила добавление карманных измерений, доступных через окуляр, однако обилие игровых локаций приводит к тому что игроку придётся терять много времени на перемещение между ними.
Критик сайта Game Informer заметил аналогично, что The Room Three чувствуется больше, как классическая приключенческая игра, нежели эмулятор шкатулки с секретом, тем не менее ей удаётся сохранить в себе все достоинства двух предыдущих игр, а именно идею поиска предметов и мест их размещения в сопровождении мрачной и призрачно-жуткой атмосферы. Несмотря на крупную локацию, она по прежнему чувствуется, как единое целое: «Каждый раз, когда мне удавалось открыть шкатулку с головоломкой, я обнаруживал ключевой предмет и знал, что он необходим для открытия чего-то в другой части комнаты». Если же игрок плохо ориентируется в пространстве, ему предоставлена целая система подсказок, которые можно отключить. Если по мнению критика предыдущие игры подкупали прежде всего своей атмосферой, в The Room Three подкупает и своей интригующей историей, а также наличием альтернативных концовок. Представитель сайта Gamezebo считает наоборот, что The Room Three несмотря на повествовательную линию подкупает прежде всего своими головоломками. Игровой мир предлагает по мнению критика чрезвычайно сложную, разнообразную обстановку и почти бесконечное количество комнат, маленьких и карманных пространств. Если же игрок застрял, ему помогает справедливая и сбалансированная система подсказок, хотя порой некоторые из них могут сбивать с толку. Игровой процесс по прежнему завязан на управлении «укажи и щелкни» увеличением масштаба объектов и взаимодействием с ними. Критик похвалил игру за её сенсорное управление, с которым игроку не потребуется дополнительных усилий добраться из пункта «А» в пункт «Б». Мрачная эстетика и музыкальное сопровождение по прежнему великолепны по мнению критика и он советует играть в The Room Three в наушниках.